# Casalpusterlengo
Casalpusterlengo is een gemeente in de Italiaanse provincie Lodi (regio Lombardije) en telt 14.626 inwoners (31-12-2004). De oppervlakte bedraagt 25,6 km², de bevolkingsdichtheid is 556 inwoners per km².
De volgende frazioni maken deel uit van de gemeente: Vittadone, Zorlesco.

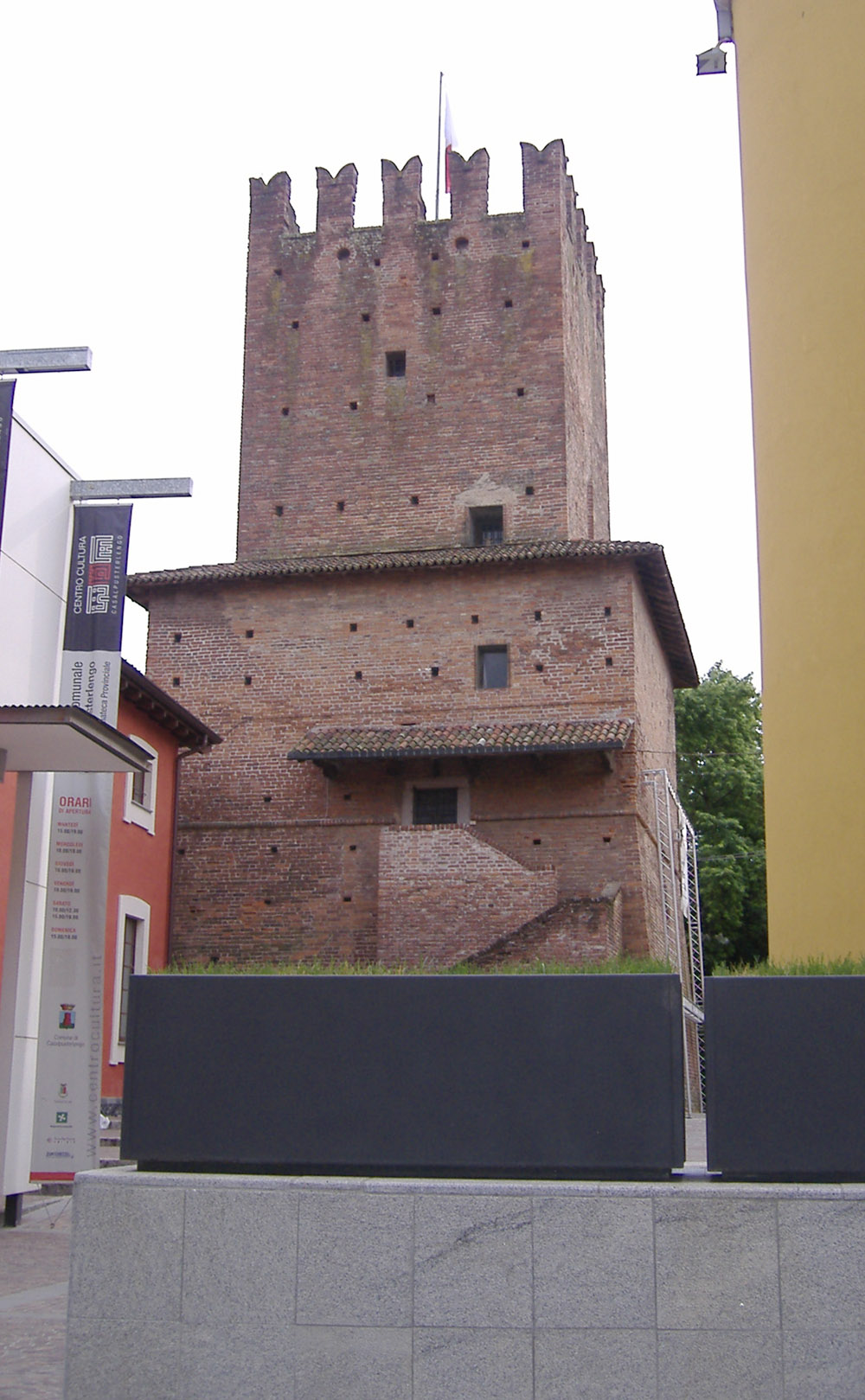
Toren van Casalpusterlengo
Station van Casalpusterlengo

## Demografie
Casalpusterlengo telt ongeveer 5668 huishoudens. Het aantal inwoners daalde in de periode 1991-2001 met 0,8% volgens cijfers uit de tienjaarlijkse volkstellingen van ISTAT.
| Jaar | Inwoneraantal |
| ---- | ------------- |
| 1991 | 14.005        |
| 2001 | 13.895        |

## Geografie
Casalpusterlengo grenst aan de volgende gemeenten: Turano Lodigiano, Secugnago, Brembio, Terranova dei Passerini, Codogno, Ospedaletto Lodigiano, Somaglia.

## Geboren
- Angelo Tosi (1964), wielrenner